# Ichthyophis nigroflavus
Ichthyophis nigroflavus és una espècie d'amfibis gimnofions de la família dels ictiòfids Va ser descrit om Caudacaecilia nigroflava per Edward Harrison Taylor el 1960, nom que ara es considera com un sinònim.
Els boscos tropicals humits, on els adults probablement viuen sota terra formen el seu hàbitat. També és presumiblement ovípar amb ous terrestres i larves aquàtiques.
Viu a Malàisia peninsular i Sumatra; Baut Apoi, Brunei; Imbak, Sabah, Malàisia Oriental.